# 익산시의 향토유적
익산시의 향토유적은 다음 각호에 해당하는 것으로서 시장이 지정·고시한 것을 말한다.
1. 「문화재보호법」, 「전라북도 문화재보호 조례」규정에 의거 지정되지 아니한 것으로 향토의 역사상·예술상·학술상 가치가 있는 것과 이에 준하는 향토자료
2. 향토문화 자료로 보존할 가치가 있는 것
3. 향토문화·토속·풍속·신앙을 연구하는데 필요한 자료

## 지정 목록
| 번호 | 그림 | 명칭                          | 소재지                                 | 소유자 (관리자)              | 지정·해제일자                                                              | 비고 |
| ---- | ---- | ----------------------------- | -------------------------------------- | ---------------------------- | -------------------------------------------------------------------------- | ---- |
| 1호  |      | 영등동유적 (永登洞遺蹟)       | 익산 궁동로 57 (영등동)                | 익산시                       | 2002년 5월 30일 지정                                                       |      |
| 2호  |      | 제석사지폐기유적              | 익산 왕궁면 왕궁리 30-9번지            | 홍진철                       | 2002년 5월 30일 지정, 2013년 12월 24일 해제, 사적 제405호에 편입           |      |
| 3호  |      | 자명사 대웅전 목조여래좌상    | 익산 용안면 을동길 76-12               | 자명사                       | 2002년 5월 30일 지정                                                       |      |
| 4호  |      | 아석정 (我石亭)               | 익산 금마면 아리랑로 9-34              | 소병윤                       | 2002년 5월 30일 지정                                                       |      |
| 5호  |      | 수덕정                        | 익산 여산면 태성1길 199                | 현천 송동진                  | 2002년 5월 30일 지정                                                       |      |
| 6호  |      | 학현산성 (鶴峴山城)           | 익산 왕궁면 동용리 산53 일원           | 진천송씨 충용공파            | 2002년 5월 30일 지정                                                       |      |
| 7호  |      | 여산척화비                    | 익산 여산면 동헌길 13                  | 익산시                       | 2002년 5월 30일 지정                                                       |      |
| 8호  |      | 용화산성 (龍華山城)           | 익산 금마면 신용리 산22-1 일원         | 김용환 외                    | 2002년 12월 14일 지정                                                      |      |
| 9호  |      | 문수사 목조여래좌상           | 익산 여산면 천호산길 140               | 문수사                       | 2002년 12월 14일 지정                                                      |      |
| 10호 |      | 이배원 가옥 (李培源 家屋)     | 익산 함라면 함열리 411-2번지           | 익산시(익산시장)             | 2002년 12월 14일 지정, 2012년 11월 2일 해제, 전북 민속문화재 제37호로 승격 |      |
| 11호 |      | 김육불망비                    | 익산 함라면 천남1길 13                 | 조상철                       | 2002년 12월 14일 지정                                                      |      |
| 12호 |      | 남중동 오층석탑               | 익산 익산대로24길 8-5 (남중동)         | 전라북도교육감               | 2003년 11월 19일 지정                                                      |      |
| 13호 |      | 혜봉원 목조보살입상           | 익산 모현동 1가 719-1                  | 혜봉원                       | 2004년 11월 30일 지정                                                      |      |
| 14호 |      | 간재선생유적                  | 익산 삼기면 기산리 산3, 묘역 및 현산재 | 사유                         | 2014년 4월 15일 지정                                                       |      |
| 15호 |      | 화암서원                      | 익산 금마면 미륵산길 145               | 사유                         | 2014년 4월 15일 지정                                                       |      |
| 16호 |      | 김대건(안드레아)신부 순교비   | 익산 망성면 화산리 1159-2              | (재)천주교 전주교구 유지재단 | 2017년 12월 29일 지정                                                      |      |
| 17호 |      | 숭림사 영원전 (崇林寺 靈源殿) | 익산 웅포면 송천리 5                   | 대한불교조계종 숭림사        | 2017년 12월 29일 지정                                                      |      |
| 18호 |      | 숭림사 정혜원 (崇林寺 定慧院) | 익산 웅포면 송천리 5                   | 대한불교조계종 숭림사        | 2017년 12월 29일 지정                                                      |      |

## 참고 문헌
- 익산시 홈페이지 - 고시/공고
- 익산시보